# Niklas Gunnarsson
Niklas Gunnarsson, född 27 april 1991 i Tønsberg, är en norsk fotbollsspelare som spelar för Yverdon Sport FC. Han är son till före detta fotbollstränaren Ronny Gunnarsson.

## Klubbkarriär

### Tidig karriär
Gunnarsson började spela fotboll i Pors Grenland. I augusti 2008 gick han till engelska Walsall, men redan i december 2008 fick han lämna på grund av klubbens dåliga ekonomi. Därefter återvände Gunnarsson till Norge för spel i Odd. I mars 2012 skrev han på ett tvåårskontrakt med A-laget. Gunnarsson debuterade i Tippeligaen den 25 mars 2012 i en 4–0-förlust mot Sogndal.

### Vålerenga och utlåningar
I oktober 2013 värvades Gunnarsson som bosman av Vålerenga. Han spelade säsongen ut med Odd och gick därefter över till Vålerenga. Han spelade totalt 41 ligamatcher och gjorde fyra mål för Vålerenga.
Den 31 juli 2015 lånades Gunnarsson ut till IF Elfsborg för resten av säsongen. Under sin tid i Elfsborg spelade han 11 allsvenska matcher samt gjorde ett mål och en assist.
Den 5 januari 2016 lånades Gunnarsson ut till skotska Hibernian för resten av säsongen. Han debuterade den 9 januari 2016 i Scottish Cup i en 2–0-vinst över Raith Rovers. Under sin tid i Hibernian blev Gunnarsson även skotsk cupmästare.

### Djurgårdens IF
Den 9 augusti 2016 värvades Gunnarsson av Djurgårdens IF, där han skrev på ett 2,5-årskontrakt. Den 14 augusti 2016 debuterade Gunnarsson i en 2–2-match mot IF Elfsborg.

### Palermo
Den 1 mars 2019 värvades Gunnarsson av italienska Serie B-klubben Palermo.

### Sarpsborg 08
Den 2 september 2019 värvades Gunnarsson av norska Sarpsborg 08, där han skrev på ett kontrakt över resten av säsongen 2019.

### Strømsgodset
Den 3 februari 2020 värvades Gunnarsson av Strømsgodset, där han skrev på ett tvåårskontrakt.

### IFK Norrköping
Den 28 mars 2023 återvände Gunnarsson till Sverige och skrev på ett kontrakt fram till den 1 augusti med IFK Norrköping.

## Landslagskarriär
Gunnarsson debuterade för Norges U23-landslag den 14 augusti 2013 mot Turkiet. Totalt spelade han fyra matcher för U23-landslaget. Gunnarsson debuterade för Norges A-landslag den 29 maj 2016 i en 3–0-förlust mot Portugal.